# Лэмсон, Карл
Карл Эдвин Лэмсон (англ. Carl Edwin Lamson; 27 ноября 1878, Вустер, штат Массачусетс — 1966, Кембридж, штат Массачусетс) — американский пианист. 

## Биография
Сын Чарльза Мэриона Лэмсона (1843—1899), протестантского священника, с 1897 г. возглавлявшего Американский совет посланников в зарубежные миссии, координировавший дальние поездки миссионеров. Окончил школу в Хартфорде и Амхерстский колледж (1899), где в 1919 г. получил степень магистра искусств honoris causa.
Преимущественно известен как многолетний аккомпаниатор Фрица Крейслера. Концертировал с ним как в США, так и в гастрольных турах, в том числе в турне 1925 года по Австралии и Новой Зеландии. Аккомпанировал также Крейслеру в многочисленных записях, сделанных с 1910 по 1929 гг. для компании Victor. Лэмсон сопровождал Крейслера и на его последнем публичном выступлении 1 ноября 1947 г. в Карнеги-холле.
Выступал также в составе фортепианного трио Теодоровичей со скрипачом Юлиусом Теодоровичем и его женой, виолончелисткой Хейзел Теодорович; утверждается, что при этом Теодорович исполнял скрипичные партии в крейслеровских аранжировках. В 1939 г. стал одним из учредителей камерного оркестра, выступавшего в летние месяцы в Лейк-Плэсиде.